# 巴西骨舌魚科
巴西骨舌魚科（学名：Arapaimidae），骨舌魚目下的一科，這個家族包含南美亞馬遜盆地的巴西骨舌魚屬（Arapaima）以及來自非洲的異耳骨舌魚屬（Heterotis）。此科的家族有時被認為是骨舌魚科（Osteoglossidae）的其中一部分。

## 分類
巴西骨舌鱼科下分2個屬，如下：

### 巴西骨舌魚屬（Arapaima）
- 阿氏巴西骨舌魚 Arapaima agassizii (Valenciennes, 1847)
- 巴西骨舌魚 Arapaima arapaima (Valenciennes, 1847)：又稱象魚
- 巨巴西骨舌魚 Arapaima gigas (Shinz, 1822) ，巨骨舌鱼
- 細身巴西骨舌魚 Arapaima leptosoma Stewart, 2013[2]
- 地圖巴西骨舌魚 Arapaima mapae (Valenciennes, 1847)

### 異耳骨舌魚屬（Heterotis）
- 尼羅異耳骨舌魚 Heterotis niloticus (Cuvier, 1829)：又名非洲龙鱼，分佈於非洲尼羅河流域中、上游及非洲一帶，以浮游生物、蠕蟲为食，体形和龙鱼类似，但无鬚，因此不太受欢迎。基异名为：Sudis niloticus Cuvier, 1829